# 恒河沙百灵
恒河沙百灵（学名：Calandrella raytal），是百灵科短趾百灵属的一种，分布于阿富汗、巴基斯坦、缅甸、孟加拉国、不丹、伊朗、印度和尼泊尔。该物种的保护状况被评为无危。
恒河沙百灵的平均体重约为18.2克。栖息地包括淡水湖、河流、溪流、沙滩、沙洲、沙嘴和多卵石或砾石的海岸。